# Великі валки
Великі валки — заповідне урочище місцевого значення. Об'єкт розташований на території Черкаського району Черкаської області, квартал 3 Григорівського лісництва, північно-східна околиця села Трахтемирів.
Площа — 3 га, статус отриманий у 1979 році.

## Галерея

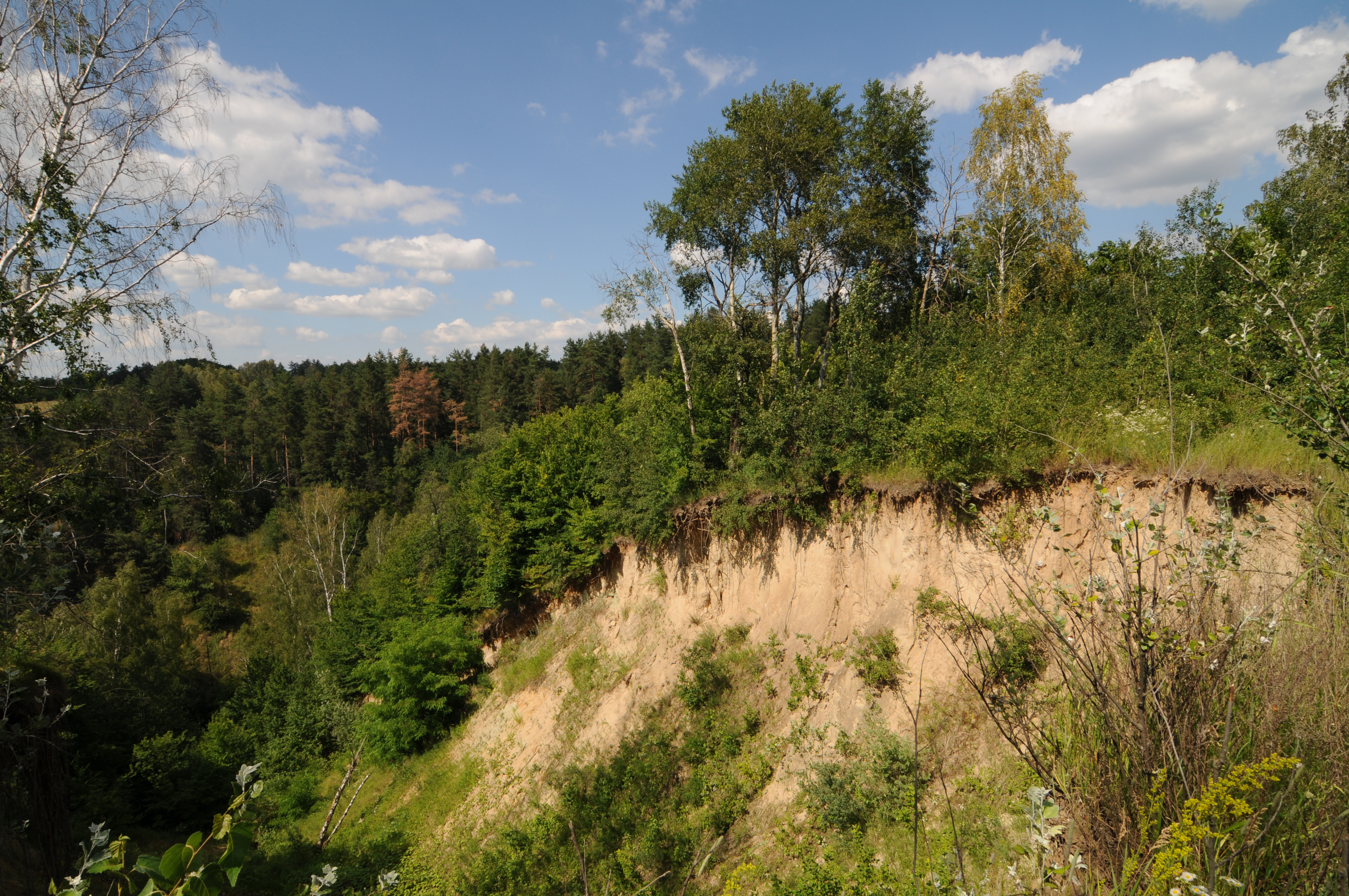
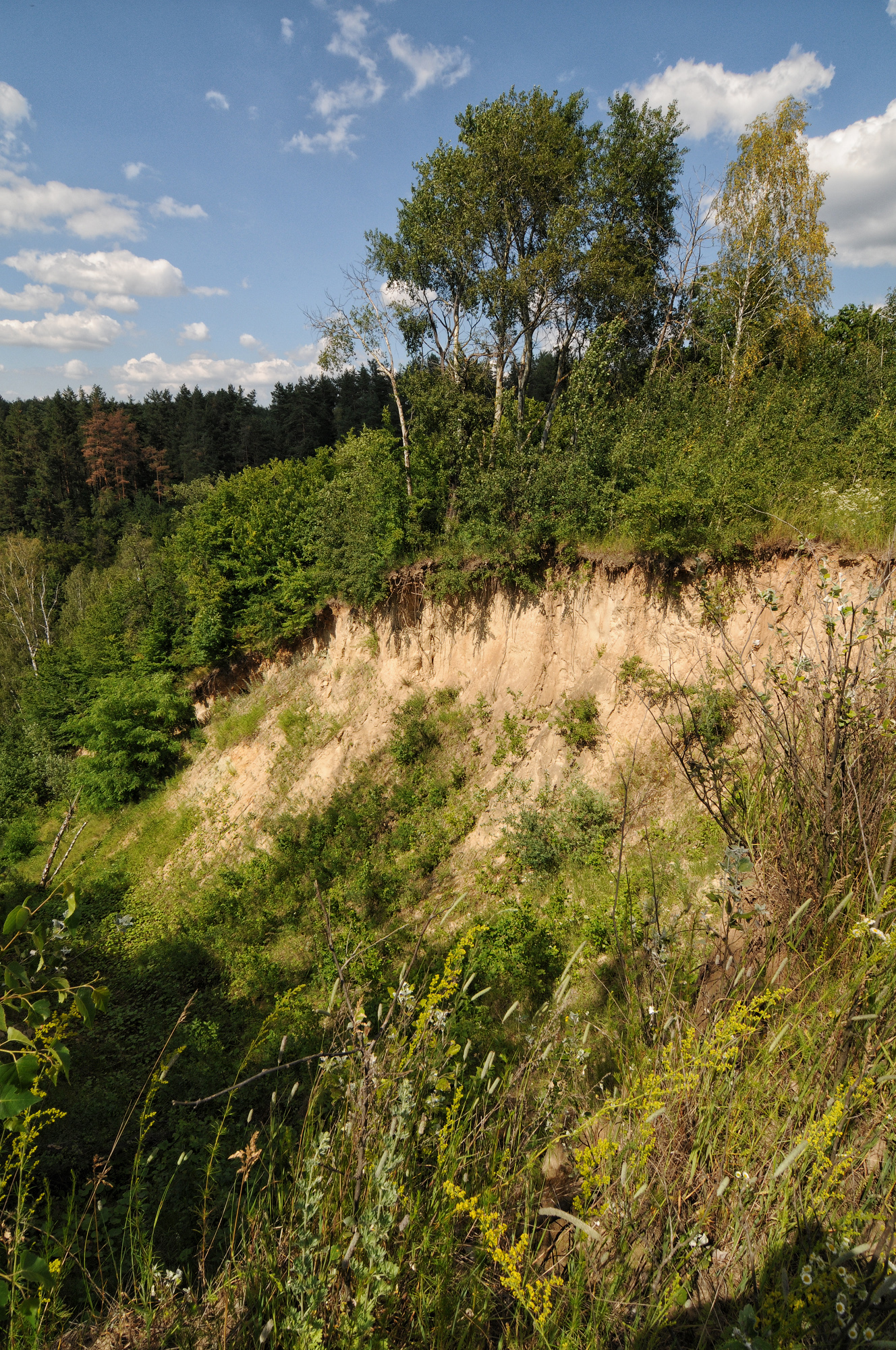